# Бетани Бич (Делавер)
Бетани Бич (енгл. Bethany Beach) град је у Округу Сасекс у америчкој савезној држави Делавер. По попису становништва из 2010. у њему је живело 1.060 становника

## Демографија
| Група             | 2000.       | 2010.         |
| Белци             | 876 (97,0%) | 1.033 (97,5%) |
| Афроамериканци    | 7 (0,8%)    | 2 (0,2%)      |
| Азијати           | 2 (0,2%)    | 4 (0,4%)      |
| Хиспаноамериканци | 12 (1,3%)   | 16 (1,5%)     |
| Укупно            | 903         | 1.060         |